# 到陰間出差
到陰間出差是一部於1990年上映的台灣電影。由楊慶煌、蘇麗媚、张庭、王星、黃仲裕領銜主演，由趙真國執導，謝文程、王龍寶監製。

## 劇情簡介
李斌駕車前往女友詩涵家中，路上出了車禍，他成了枉死鬼。但他自己還以為是人，和詩涵碰面鬧了不少笑話。一陣陰風吹過，出現一古裝馬童，說明他是為報三百年前的仇而取李斌的性命。後來誤會解開，李斌與馬童在詩涵家裏捉弄華克尤並帶他們兩人穿越陰陽界，到地獄作了一趟冒險之旅。最後找到還陽水，終於返回陽間。

## 演員
| 演員   | 角色   |
| ------ | ------ |
| 楊慶煌 | 李斌   |
| 蘇麗媚 | ？？？ |
| 张庭   | ？？？ |
| 王星   |        |
| 黃仲裕 | 馬童   |
| 蘇沅峰 |        |
| 凌子良 |        |
| 林偕文 | 領隊   |
| 黃安   | 華克尤 |

## 製作團隊
- 出品人:王應祥
- 監製:謝文程、王龍寶
- 製片:馬台生、陳軍傳
- 編劇:趙真國
- 攝影:葉溝標
- 導演:趙真國
- 動作設計:趙真國
- 動作指導:黃仲裕
- 副導:朱家麟、羅思琦
- 燈光:吳鴻田
- 動畫:林華全
- 劇照:黃有成
- 場記:傅麗珠

## 外部連結
- YouTube上的